# Johann Sebastian Bach

Místa, kde J. S. Bach během svého života pobýval

Johann Sebastian Bach (německá výslovnost: IPA: [ˈjoːhan zeˈbasti̯an bax],  poslech; 31. března 1685 Eisenach – 28. července 1750 Lipsko) byl německý hudební skladatel a virtuos hry na klávesové nástroje, považovaný za jednoho z největších hudebních géniů všech dob a završitele barokního hudebního stylu. Bachovo dílo mělo a má značný vliv na další vývoj hudby počínaje W. A. Mozartem a Ludwigem van Beethovenem až po Arnolda Schoenberga nebo Henryka Góreckého.
Ve své době Bach proslul především jako hráč na klávesové nástroje, improvizátor a znalec varhan, jako hudební skladatel však byl znám méně. Jeho hudba byla vnímána jako konzervativní a po jeho smrti upadla na padesát let téměř v zapomenutí. Až počínaje Felixem Mendelssohnem Bartholdym se od první poloviny 19. století začala postupně opět více hrát.
Bach působil ve světských i církevních službách na různých místech Německa, nejvýznamnější jeho působiště byla Výmar, Köthen a Lipsko. Mezi jeho nejznámější kompozice patří Braniborské koncerty, Dobře temperovaný klavír, Mše h moll, Matoušovy pašije, Vánoční oratorium, Hudební obětina, Goldbergovy variace a Umění fugy.

## Život

### Dětství a mládí
Narodil se v durynském Eisenachu v Sasko-eisenašském vévodství ve středovýchodním Německu jako osmý syn dvorního městského hudebníka Johanna Ambrosia Bacha. Hudební tradice rodu byla dlouhodobá, jeho předkové byli hudebníky téměř po dvě staletí.
Johann Sebastian projevoval výrazné hudební nadání již od dětství. Jeho rodiče zemřeli velmi brzy (matka v roce 1694, otec 1695) a jeho oporou se stal starší bratr Johann Christoph Bach, který jej zasvětil do základů varhanní a klavírní hry i do hudební teorie. Základy ostatního vzdělání získal Johann Sebastian na protestantské škole v Eisenachu, odkud však velmi brzy odešel za svým starším bratrem Johannem Christophem do Ohrdrufu. Bratr, který tam působil jako varhaník, mu předal další hudební zkušenosti, ale vzhledem ke špatné finanční situaci své rodiny byl Johann Sebastian nucen ve svých 15 letech odejít do Lüneburgu, kde se stal sborovým sopranistou. Celkem zde strávil dva roky, dokončil humanisticko-teologické středoškolské vzdělání a rozšířil si své hudební znalosti.

### Arnstadt
Nejpozději od března 1703 Bach pracoval jako houslista soukromé kapely výmarského spoluregenta Johanna Ernsta von Sachsen-Weimar. 9. srpna téhož roku pak byl přijat na místo varhaníka Nového kostela (Neue Kirche, nyní Bachkirche) v Arnstadtu a dostal k dispozici nový dvojmanuálový nástroj, sestrojený významným stavitelem varhan Johannem Friedrichem Wenderem.
V říjnu 1705 dostal Bach třítýdenní dovolenou, aby navštívil jednoho z nejvýznamnějších skladatelů a varhaníků té doby - Dietricha Buxtehudeho. Bach si pobyt u Buxtehuda bez dovolení prodloužil na tři měsíce, za což byl po návratu do Arnstadtu napomínán tamní konzistoří pro „nedbalost ve službě“. Buxtehude se však pro Bacha stal cenným učitelem a hudebním vzorem, jehož vliv se dá vysledovat na řadě Bachových kompozic, například chorálních předehrách jako je Wie schön leuchtet der Morgenstern (BWV 739), preludiích, tokátách a fantaziích.
Ačkoli finanční podmínky služby v Arnstadtu byly dobré, Bach se často dostával do konfliktu s tamní konzistoří. Kromě zmíněného svévolného prodloužení studijního pobytu u Buxtehuda nebo stížnosti na to, že Bach dovolil přístup na kůr „cizí dívce“, snad své budoucí ženě, šlo především o to, že Bachova novátorská a emotivní hudba působila na místní posluchače rušivě a rozptylovala je při bohoslužbě. Proto se komponista rozhodl utéct ze stísněných arnstadtských poměrů a vyhledat si nové místo.

### Mühlhausen a Výmar
24. dubna 1707 hrál Bach na zkoušku v Mühlhausenu a od 15. července nastoupil na místo varhaníka ve zdejším kostele Divi Blasii. V Mühlhausenu setrval zhruba rok – o propuštění ze služby požádal 25. června 1708. Výmarský vévoda Wilhelm Ernst, který skladatele při jeho návštěvě Výmaru slyšel hrát, mu totiž nabídl lépe placené místo. Mezitím se Bach 17. října 1707 oženil s Marií Barbarou Bachovou, svou vzdálenou sestřenicí.

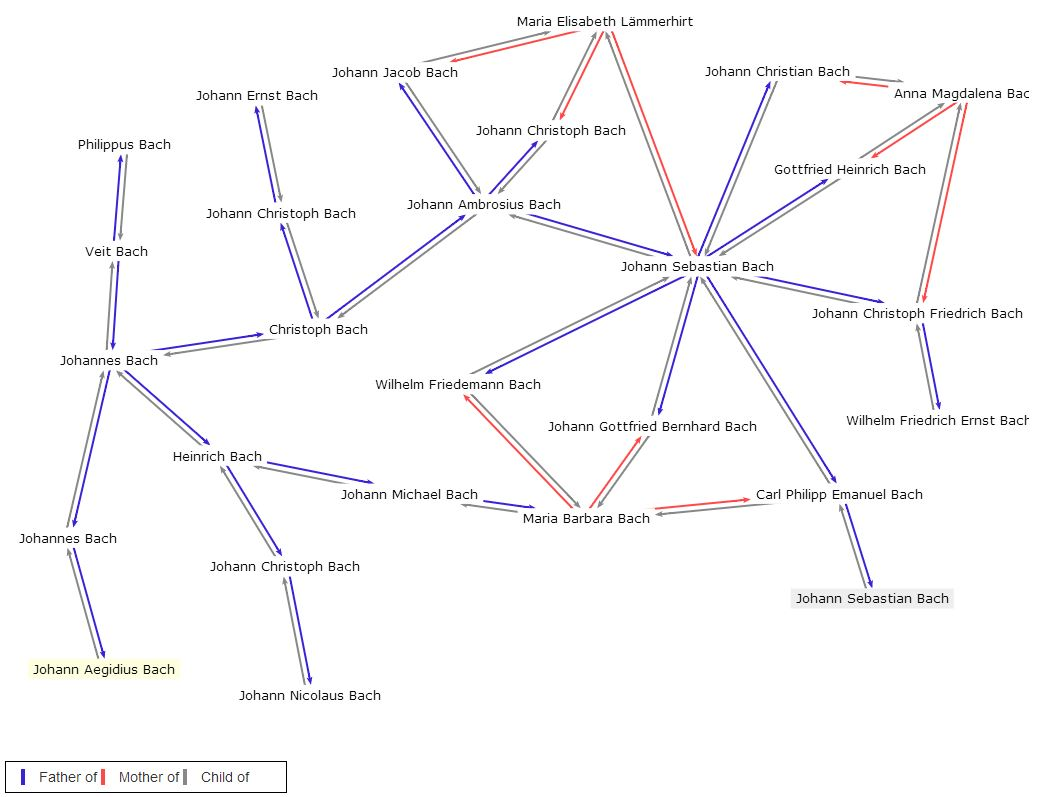
Rodokmen J. S. Bacha

Bach se svou těhotnou ženou přesídlil do Výmaru v první polovině července 1708 a nastoupil zde jako dvorní varhaník a komorní hudebník. Výmarský kulturní život byl mnohem inspirativnější a bohatší než v předchozím působišti a Bachův zaměstnavatel, vévoda Wilhelm Ernst, byl velkorysým a uměnímilovným panovníkem. Z doby výmarského působení pochází velká část Bachova varhanního díla a řada dalších skladeb, například Lovecká kantáta BWV 208, nejstarší dochovaná Bachova světská kantáta. Bachovým se ve Výmaru také narodilo jejich prvních šest dětí, z nichž dvě ovšem brzy zemřely.
Roku 1713 se Bach z dnes již neznámých důvodů ucházel o místo varhaníka v Halle, odmítl však nakonec podepsat smlouvu s odůvodněním, že nabízená mzda neodpovídá jeho očekávání. Vévoda Wilhelm Ernst jmenoval Bacha v roce 1714 koncertním mistrem, a ačkoli toto místo bylo v hierarchii dvorních hudebníků až třetí po kapelníkovi a jeho zástupci, Bach dostával ze všech nejvyšší plat. Nová pozice znamenala i nové povinnosti, mezi jiným musel Bach každé čtyři týdny komponovat jednu církevní kantátu pro nedělní bohoslužby – jako první vznikla kantáta Himmelskönig, sei willkommen BWV 182. Jeho hudebním přítelem se v té době stal Johann Georg Pisendel (1687–1755), pozdější koncertní mistr drážďanského dvorního orchestru, který Bachovi zprostředkoval italskou hudbu, zvláště vliv svého učitele Antonia Vivaldiho.
Bach ve Výmaru setrval do roku 1717, kdy podepsal smlouvu na post kapelníka v Köthenu, aniž by ovšem předem požádal svého pána o uvolnění z místa. Došlo proto k otevřenému konfliktu s panovníkem a Bach byl dokonce na několik týdnů uvězněn a poté 2. prosince 1717 v nemilosti propuštěn z vězení i ze služby.

### Köthen
Bach v Köthenu získal výjimečné postavení, a to i díky svému osobnímu přátelství s hudbymilovným knížetem Leopoldem von Anhalt-Köthen, svým zaměstnavatelem. Měl zde titul kapelníka a ředitele komorní hudby a k dispozici dostal kvalitní sedmnáctičlennou kapelu. Kníže nešetřil ani na nástrojovém vybavení, a Bach tak roku 1719 cestoval do Berlína zakoupit nové cembalo. V Berlíně poznal hudbymilovného braniborského markraběte Christiana Ludwiga (1677–1734), pro něhož pak zkomponoval slavné instrumentální skladby dnes známé jako Braniborské koncerty.
V červenci 1720, právě když byl Bach s knížecím dvorem na dvouměsíčním pobytu v Karlových Varech, v Köthenu onemocněla a náhle zemřela jeho první žena Marie Barbara. 3. prosince 1721 si Bach vzal za ženu Annu Magdalenu rozenou Wilckeovou, dceru dvorního hudebníka. Ta se mu stala vzornou manželkou, která mu dala dalších třináct z jeho celkem dvaceti dětí, z nichž většina ovšem zemřela již v útlém věku. Anna Magdalena Bachová byla i nejbližší spolupracovnicí svého muže, opisovala jeho skladby a podporovala jeho tvůrčí aktivity až do konce jeho života.
V Köthenu Bach zkomponoval mimo jiné Dobře temperovaný klavír (1 díl, BWV 846–869), šest houslových partit a sonát a řadu dalších závažných kompozic, ale i díla spíše pedagogického určení, jako je Klavírní knížka Anny Magdaleny Bachové.
Přes uznání, kterého se mu v Köthenu dostalo, odešel Bach v roce 1723 do Lipska. O důvodech lze jen spekulovat, snad šlo o změnu hudebního vkusu dvora a změnu postojů knížete k Bachovi.

### Lipsko

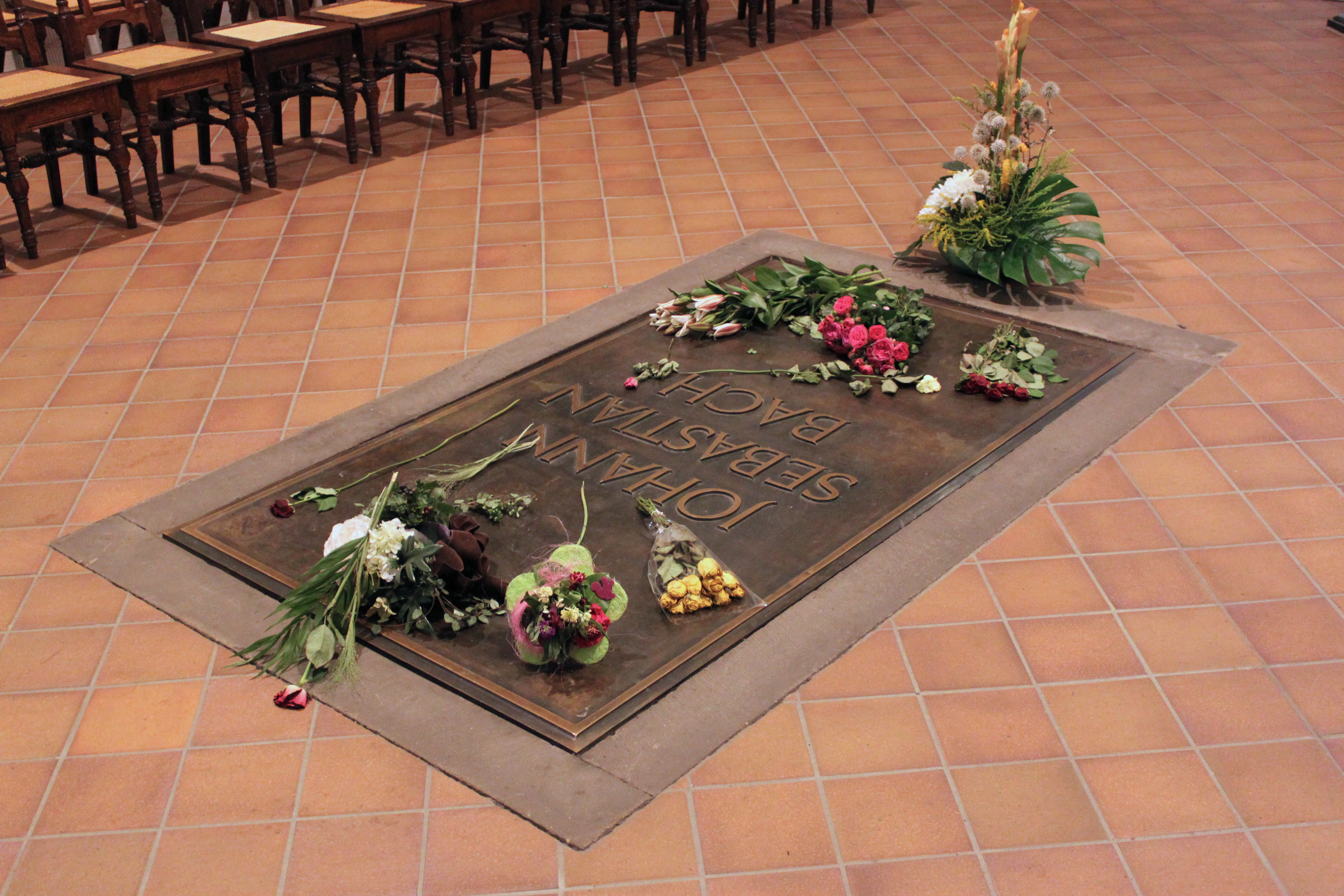
Bachův hrob v kostele svatého Tomáše v Lipsku

Smrtí předchozího varhaníka Johanna Kuhnaua se 5. června 1722 uvolnilo místo kantora kostela svatého Tomáše v Lipsku. Bach se o místo ucházel, ale byl vybrán jiný slavný kandidát, Georg Philipp Telemann. Telemann ovšem místo vzápětí odmítl – protože mu byl v Hamburku zvýšen plat, rozhodl se tam zůstat. Bylo tedy vypsáno druhé výběrové řízení, v němž byl Johann Sebastian Bach opět poražen, tentokrát kapelníkem z Darmstadtu Christophem Graupnerem. Ani tentokrát však nebyla volba úspěšná, protože Graupnerovi nebylo uděleno povolení opustit dosavadní místo. Nakonec tedy bylo místo nabídnuto „jako třetí volbě“ Bachovi, a ten je zastával až do konce svého života. Přitom si nadále podržel titul knížecího dvorního kapelníka v Köthenu a pro tamní dvůr i nadále dodával skladby k slavnostním příležitostem.
Svou službu v Lipsku Bach nastoupil koncem května 1723. Ve své funkci byl Bach jako městský hudební ředitel zodpovědný za hudební život ve městě a v jeho čtyřech kostelích, připravoval skladby pro bohoslužby, nejrůznější církevní a společenské příležitosti, vyučoval a působil též jako vedoucí a hráč souboru Collegium musicum, který byl složen z jeho žáků a městských hudebníků. Hráli díla soudobých skladatelů (např. i významného českého skladatele Jana Dismase Zelenky). V tomto období života Bach vytvořil další závažné kompozice, např. Janovy pašije, Matoušovy pašije, Mši h moll nebo Umění fugy. Pro církevní provoz komponoval pravidelně kantáty, zpočátku jednu každý týden, takže jich celkem napsal kolem tří set.
Přes veškerou aktivitu Bacha postupně začala unavovat snaha o veřejné uznání, proto se postupně uzavíral více do kruhu rodiny, ve kterém se cítil nejšťastnější. Posledních deset let Bachova života bylo naplněno tvorbou, ale i relativním klidem. Bachův syn Carl Philipp Emanuel se stal hudebníkem pruského krále Bedřicha Velikého (též aktivního hudebníka), který otce Bacha pozval v roce 1747 na svůj dvůr a přijal ho s poctami. Johann Sebastian Bach se mu odvděčil improvizacemi na králem zadané téma, zpracované později v Hudební obětině, díle dokonalé kontrapunktické architektury. Koncem roku 1749 Bach ztratil zrak a pomalu se zhoršoval i jeho celkový zdravotní stav. Zhoršení kulminovalo nezdařenou oční operací na jaře následujícího roku. Bach zemřel v tichosti, avšak obklopen milující rodinou, 28. července 1750. Byl pohřben v Lipsku na hřbitově u kostela sv. Jana. Ještě více než sto let mu zde v den jeho smrti prokazovali poslední úctu jednotlivé skupiny studentů Tomášské školy. 22. října 1894 byla u příležitosti přestavby kostela a sousedícího hřbitova exhumována dubová rakev. Náhrobní kámen se nezachoval, ale podle ústního podání, i z důvodu, že jen 12 ze 1400 zemřelých v roce 1750 bylo pohřbeno v dubové rakvi a z dobrozdání lipského anatoma Wilhelma Hise byla potvrzena identita skladatele. Ostatky byly v jednoduchém kamenném sarkofágu pohřbeny pod oltář kostela sv. Jana. Po zničení kostela a přilehlého hřbitova za druhé světové války byl v roce 1950 u příležitosti 200. výročí Bachovy smrti sarkofág přemístěn do chóru kostela sv. Tomáše. Identita ostatků je některými moderními muzikology zpochybňována, a přestože se dochovaly kosti jeho syna Carla Philippa Emanuela, test DNA nebyl dosud proveden.
Posledním dílem, na němž Bach před svou smrtí pracoval, byl cyklus Umění fugy (nedokončen). Z dvaceti Bachových dětí se čtyři staly skladateli: Wilhelm Friedemann, Carl Philipp Emanuel, Johann Friedrich Christoph a Johann Christian.
Od roku 1950 se také na Bachovu počest koná v Lipsku Mezinárodní hudební soutěž J. S. Bacha.
Od 20. do 22. března 2019 spustil Google Doodle hru, která měla připomínat Johanna Sebastiana Bacha a na kterou bylo možno se dostat přímo z vyhledávače. Jednalo se historicky o první hru od Google Doodle, která byla naprogramována s umělou inteligencí. Spočívala v tom, že uživatel zadal na notovou osnovu několik not (minimálně čtyři) a systém automaticky vygeneroval čtyři tónové linky tak, aby výsledná hudba zněla v Bachově stylu. Systém se učil generovat skladby díky znalosti 306 Bachových kompozic.

## Dílo

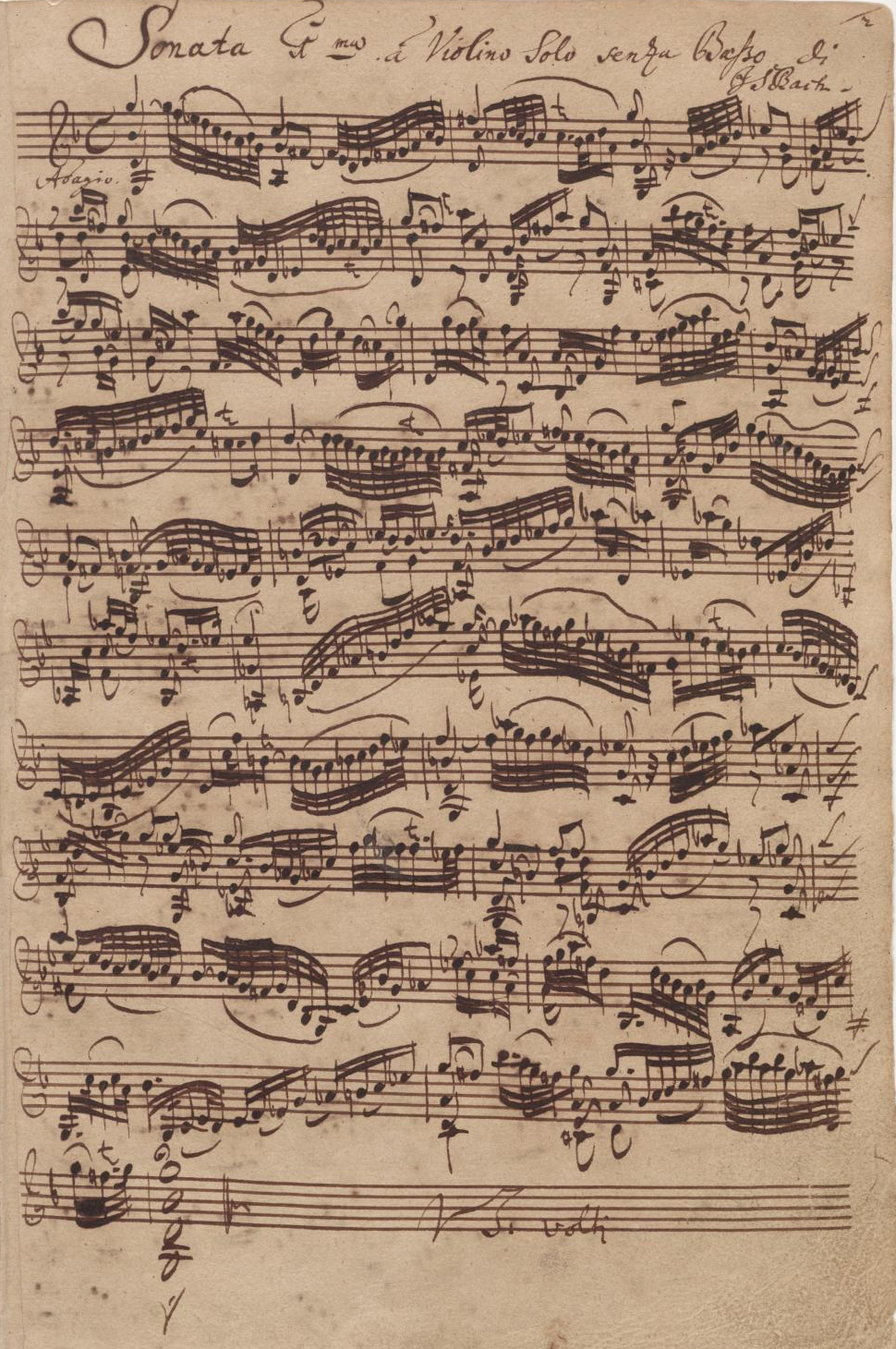
Bachův rukopis Houslové sonáty č. 1 g moll (BWV 1001)

Johann Sebastian Bach byl mistrem polyfonie a přivedl k dokonalosti hudební formu fugy. Ve své bohaté tvorbě dokázal vyjádřit hluboké myšlenky umělecky přesvědčivým způsobem. Jeho hudební myšlení je pronikavé a jasné, přitom však nepostrádá výraznou citovost. Bach nebyl extravagantním umělcem, ale spořádaným otcem rodiny, praktickým a přitom hluboce věřícím člověkem, který měl zároveň smysl i pro běžné pozemské radosti, což se vše odráží i v jeho díle. Jeho hudba se povznáší do dimenzí téměř nadpozemských a zároveň stojí pevnýma nohama na zemi, najdeme v ní pokoru a soucit s lidským utrpením i vřelou oslavu světského života. Přestože většina jeho skladeb byla psána na objednávku, Bach je dokázal naplňovat hlubokým obsahem.
Z Bachova díla víme o celkem 1126 hudebních kompozicích (označují se zkratkou BWV a pořadovým číslem) nejrůznějších forem. Přitom se velké množství dalších skladeb nedochovalo a do celkového počtu nejsou započítány ani autorem revidované verze skladeb a nejrůznější hudební kusy sloužící k výuce – celkově tak Bach složil nejméně kolem 1400 děl.
V Bachově díle jsou čitelné vlivy italské hudby (forma kantáty), přímým vzorem při komponování instrumentálních koncertů mu byl italský skladatel Vivaldi, kterého obdivoval.
Navázal a propracoval formu taneční suity, v jejichž pomalých větách jsou patrné vlivy francouzské hudby. Velmi si vážil umění svých současníků, v mládí usiloval o to být žákem Buxtehudeho a nelitoval ujít pěšky (v říjnu 1705) 320 kilometrů dlouhou cestu, jen aby si jej vyposlechl. Bachovo nepopiratelně originální a hluboké dílo je jeho vlastní svébytnou a vědomou syntézou a rekapitulací předchozího vývoje německé, italské a francouzské hudby.

### Klávesové skladby
Největší podíl ve skladatelově odkazu mají skladby pro klávesové nástroje, především
- Fugy
  - Fuga h moll (Fuge h-moll), BWV 951 a 951a
- Fantazie
  - Fantazie c moll (Fantasie c-moll), BWV 1121
  - Chromatická fantazie a fuga d-moll (Chromatische Fantasie und Fuge d-moll), BWV 903
- Preludia
  - Preludium c moll (Präludium c-moll), BWV 999
  - Preludium a fuga Es-dur (Präludium und Fuge Es-dur), BWV 552
  - Preludium, fuga a Allegro Es-dur (Präludium, Fuge und Allegro Es-dur), BWV 998
- Tokáty
  - Tokáta a fuga d moll (Toccata und fuge d-moll), BWV 565
  - Tokáta g moll (Toccata g-moll), BWV 915
- Chorální skladby (je jich kolem 260)
  - Při řekách babylónských (An Wasserflüssen Babylon), BWV 653
  - Otče náš v nebeské říši (Vater unser im Himmelreich), BWV 682 a 683
  - Kristus vstal z mrtvých (Christ ist erstanden), BWV 627
- Chorální předehry
  - Chorální předehra G dur (Choral Vorspiel G-dur), BWV 90/5
- Pasacaglie
  - Passacaglia a fuga v c moll, BWV 582

### Jiná duchovní hudba
Rozsáhlou částí skladatelovy tvorby jsou též další duchovní skladby, např.
- Mše
  - Mše G dur (Messe G-dur / Kyrie-Gloria Messe), BWV 236
  - Mše h moll (Messe h-moll), BWV 232
  - Mše F dur (Messe F-dur), BWV 233
- Oratoria, moteta a kantáty, kterých napsal přes 200 (včetně světských)
  - Oratorium Nanebevstoupení „Lobet Gott in seinen Reichen“ (Himmelfahrts-Oratorium), BWV 11
  - Matoušovy pašije (Matthäus-Passion), BWV 244
  - Janovy pašije (Johannes-Passion), BWV 245
  - Markovy pašije (Markus-Passion), BWV 247
  - Vánoční oratorium (Weihnachts-Oratorium), BWV 248
  - Velikonoční oratorium (Oster-Oratorium), BWV 249, a další díla tohoto typu, např. Magnificat, BWV 243

### Koncertní aorchestrální skladby
Dalšími hudebními útvary, které měly své důležité místo v Bachově tvorbě, jsou koncertní a koncertantní skladby, např.:
- Braniborské koncerty č. 1–6 (Brandenburgische Konzerte Nr. 1-6), BWV 1046–1051
- Koncert pro cembalo a moll (Cembalokonzert a-moll), BWV 1065
- Ouvertury (Suity pro orchestr)

- Varhanní koncerty
  - Varhanní koncert G dur (Orgelkonzerte G-dur), BWV 592
  - Varhanní koncert C dur na téma Antonia Vivaldiho „Velký Mogul“, BWV 594

- Cembalové (klavírní) koncerty
  - Italský koncert (Italienisches Konzert), BWV 971

### Suity asonáty
Nejznámější z nich jsou:

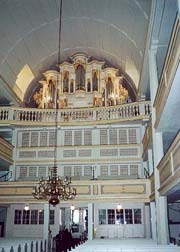
Varhany v arnstadtském kostele Bach-Kirche.

- Anglické suity 1-6 (Englische Suite Nr. 1-6), BWV 806-811
- Francouzské suity (Französische Suite Nr. 1-6), BWV 812-817
- Sinfonia F-dur, BWV 1046a ,1071
- Suity pro violoncello (Cellosuiten Nr. 1-6), BWV 1007–1012
- Triové sonáty
- Sonáta pro dvě flétny a continuo (Sonate für Zwei Flauti traversi und Basso continuo), BWV 1039
- Varhanní sonáty č.1-6 (Orgelsonaten Nr. 1-6), BWV 525-530
- Sonáty a partity pro sólové housle (Sonaten und Partiten für Violin Solo) BWV 1001–1006
- Sonáty pro flétnu
- Sonáty pro violu da gamba a cembalo, BWV 1027–1029

### Skladby prosólové nástroje
Ze skladeb pro sólové nástroje (s výjimkou varhan) jsou nejznámější klavírní skladby, z nichž nejvýznačnějšími jsou komplety Dobře temperovaný klavír 1 a 2 (Wohltemperiertes Klavier Nr. 1 und 2). Sem lze také zařadit i již zmíněné varhanní skladby nebo cellové a houslové suity.

### Polyfonní cykly
Vrcholem kontrapunktického umění jsou polyfonní cykly (bez nástrojové specifikace):
- Umění fugy (Die Kunst der Fuge), BWV 1080; jedno z nejvýznamnějších děl hudební historie jak po stránce obsahové, tak formální
- Hudební obětina (Musikalisches Opfer), BWV 1079

### Ostatní tvorba
V menším, nikoli však zanedbatelném počtu najdeme ve skladatelově tvorbě také
- Kánony
- Variace
  - Goldbergovy variace (Goldberg-Variationen), BWV 988
- Písně
- Pochody
- Scherza
- Capriccia

## Odkaz v kultuře
Britská dramatička Nina Raine na motivy života Johanna Sebastiana Bacha napsala v roce 2021 hru Bach & synové.

## Ukázky hudby
- Klavírní koncert č. 1 d moll, BWV 1052  1. Allegro -  2. Adagio -  3. Allegro
- Kantáta BWV 140 „Wachet auf“  1. Sbor -  2. Recitativ -  3. Duet -  4. Chorál -  5. Recitativ -  6. Duet -  7. Chorál
- Partita a moll pro sólovou flétnu BWV 1013  Partita
- Loutnová suita e moll, BWV 996  1. Preludium -  2. Allemande -  3. Courante -  4. Sarabanda -  5. Bourrée -  6. Giga
- Partita d moll pro sólové housle BWV 1004  Chaconna
- Anglická suita č. 1 A dur, BWV 806  1. Preludium -  2. Allemande -  3. Courante I. -  4. Courante II. -  5. Double I. -  6. Double II. -  7. Sarabanda -  8. Bourrée I. a II. -  9. Giga
- Italský koncert F dur, BWV 971  1. Allegro -  2. Andante -  3. Presto
- Dobře temperovaný klavír, 1. díl  Preludium a fuga č. 20 a moll, BWV 865

### Literatura

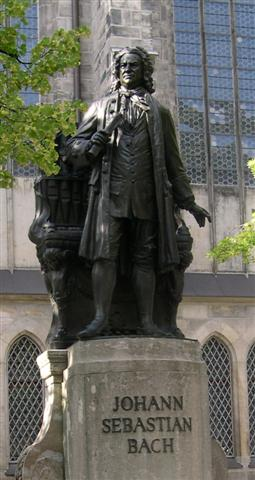
Socha J. S. Bacha v Lipsku.